# Umbauter Raum
Der umbaute Raum (UR) ist eine veraltete Bezeichnung für die Kubatur (Volumen) von Gebäuden.

## Begriff
Der Begriff war in der DIN 277 aus dem Jahr 1950 definiert. Diese Norm wurde inzwischen geändert, der Begriff „umbauter Raum“ wurde durch den Begriff Brutto-Rauminhalt (BRI) ersetzt. Dennoch wird die Bezeichnung „umbauter Raum“ auch heute noch im Sachverständigenwesen vielfach eingesetzt für Wirtschaftlichkeitsrechnungen und Verkehrswertgutachten (z. B. für die Ermittlung des Beleihungswertes). Daneben wird die Bezeichnung heute auch als Synonym für den Brutto-Rauminhalt sowohl im Sprachgebrauch als auch in der Fachliteratur verwendet.

## Berechnung nach DIN 277 von 1950 (überholt)
Der umbaute Raum wurde folgendermaßen berechnet:
- Grundsätzlich werden Länge × Höhe × Breite der Rohbauaußenmaße berechnet.
- Die Höhe wird ab Oberkante Kellerfußboden gerechnet. (Veraltet - nach neuer DIN277 UK Bodenplatte)
- Bei nicht unterkellerten Gebäuden wird ab Geländeoberfläche gerechnet.
- Bei nicht ausgebautem Dachgeschoss wird die Höhe bis zur Oberfläche der Böden über dem obersten Vollgeschoss gerechnet.
- Bei ausgebautem Dachgeschoss wird bis zur Außenfläche der umschließenden Wände und Decken gerechnet, ohne Dacheindeckung
- Bei unterschiedlichen Geschossgrundrissen müssen die einzelnen Geschosse separat gerechnet werden.
- Der nicht ausgebaute Dachraum wird nur zu einem Drittel angesetzt. (Veraltet nach neuer DIN 277)

Nicht gesondert berechnet wurden:
- Dachgauben und -aufbauten bis 2 m² Ansichtsfläche (Veraltet - nach neuer DIN 277 sind Dachgauben und Oberlichter unabhängig von ihrer Größe in BRI einzurechnen)
- Balkonplatten und Vordächer bis zu 0,5 m Ausladung
- Dachüberstände und Gesimse, einzelne vorgelagerte Stufen, Wandsäulen und -pfeiler
- normale Gründungen

Beim umbauten Raum wurden ferner folgende besonders zu veranschlagenden Bauteile nicht berücksichtigt:
- außergewöhnliche Gründungen (z. B. Pfahlgründungen)
- wasserdruckhaltende Dichtungen
- Balkon- und Terrassenbrüstungen
- Balkonplatten und Vordächer > 0,5 m Ausladung
- Freitreppen
- freistehende Schornsteine
- Dachaufbauten und -gauben mit > 2 m² Ansichtsfläche
- Gruben und Kanäle.

## Umrechnung
Soll aus einer Angabe des Brutto-Rauminhalts der umbaute Raum errechnet werden, kann man folgende Faustformel anwenden:
1. alle nicht überdeckten oder nicht in voller Höhe umschlossenen Bereiche abziehen
2. 2/3 von allen nicht ausgebauten Teilen von Dachgeschossen abziehen